# Pseudoanthidium brachiatum
Pseudoanthidium brachiatum là một loài Hymenoptera trong họ Megachilidae. Loài này được Michener & Griswold mô tả khoa học năm 1994.